# اویار
شهر اویار (به روسی: Уяр) در کشور روسیه و در کرای کراسنویارسک واقع شده‌است.